# Amanda Simeão
Amanda Bueno Netto Simeão Rodrigues (Curitiba, 2 de junho de 1994) é uma esgrimista brasileira.

## Carreira

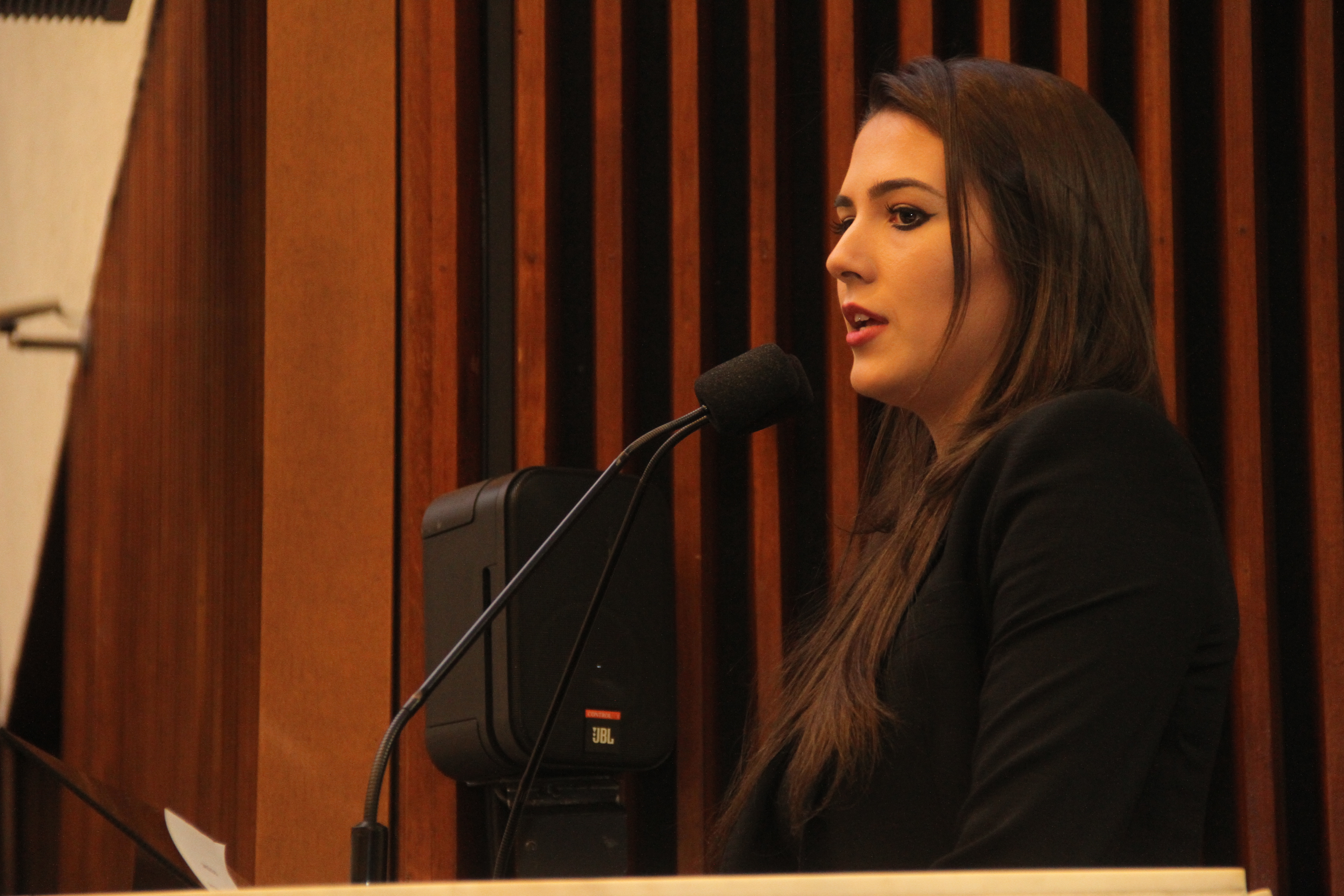
Comemoração ao Dia do Atleta na Assembleia Legislativa do Paraná (2017)

Simeão se mudou para a Itália aos sete anos, e com 12 começou a praticar esgrima. Após voltar ao Brasil em 2008, intensificou os treinos e um ano depois já estava na seleção adulta. Durante o mundial da modalidade, conheceu o treinador francês Daniel Levavasseur, que expressou interesse em treiná-la e levou Simeão a ir morar na França para se dedicar exclusivamente ao esporte. Em 2011, chegou ao oitavo lugar no mundial sub-17. Por equipes, venceu medalha de bronze nos Jogos Pan Americanos em 2015 e ouro nos Jogos Sul Americanos em 2014. Deu aulas de esgrima a Rodrigo Santoro, durante a preparação do ator para a novela Velho Chico.
Conquistou uma vaga na equipe brasileira de espada nos Jogos Olímpicos de Verão de 2016 depois de iniciar um processo que gerou a cassação da naturalização da húngara Emese Takács. Assim como muitos atletas brasileiros naquele ciclo olímpico, Simeão se juntou ao Exército Brasileiro para aproveitar o projeto de alto rendimento das forças armadas. Perdeu na primeira rodada do torneio individual, e junto da equipe ficou em oitavo.
Nos Jogos Pan-Americanos de 2023, ocorridos em Santiago, no Chile, integrou a equipe brasileira na modalidade espada, ao lado de Nathalie Moellhausen, Victoria Vizeu e Ana Beatriz Bulcão. A equipe brasileira derrotou as equipes da Colômbia, por 45 a 34. Depois, derrotou a Venezuela, por 45 a 35. Na final encarou a equipe do Canadá, vencendo por 45 a 40, e conquistando a medalha de ouro. Foi a primeira medalha de ouro da esgrima do Brasil nos Jogos Pan-Americanos desde a edição de 1967, em que Arthur Cramer conquistou a medalha, e a primeira medalha de ouro da esgrima feminina brasileira. Amanda anunciou que esta foi sua última competição por equipes.

## Títulos
- Campeonato Brasileiro

2012, 2013, 2014, 2017, 2018 2020, 2021, 2022, 2023